# Silenen
Silenen (rätoromanska: Val Silauna lyssna (fil)) är en ort och kommun i kantonen Uri, Schweiz. Kommunen har 2 040 invånare (2023).
I kommunen finns tre orter, Silenen, Amsteg och Bristen samt ett antal mindre byar.